# Parasita intestinal
Parasitas intestinais são parasitas que infestam o trato gastro-intestinal em humanos e outros animais. Podem viver em todo o corpo, mas a maioria prefere a parede dos intestinos. As formas de contágio incluem a a absorção pela pele e a ingestão de água contaminada ou carne mal cozinhada.[carece de fontes?]